# نموذج-سويس
نموذج-سويس عبارة عن خادم ويب معلوماتي بيولوجي مكرس لنمذجة التماثل لهياكل البروتين ثلاثي الأبعاد. محاكاة المجانسة حاليا هي الوسيلة الأكثر دقة لتوليد نماذج بنية البروتين ثلاثي الأبعاد موثوقة ويستخدم بشكل روتيني في العديد من التطبيقات العملية.تستخدم طرق النمذجة المتجانسة (أو المقارنة) تركيبات بروتينية تجريبية ("قوالب") لبناء نماذج للبروتينات المتعلقة بالتطور ("الأهداف"). اليوم، يتكون نموذج SWISS-MODEL من ثلاثة مكونات مترابطة بإحكام: (1) خط أنابيب - مجموعة من أدوات البرمجيات وقواعد البيانات لنمذجة هيكل البروتين الآلي، (2) مساحة العمل - وهو عبارة عن منصة عمل رسومية على شبكة الإنترنت، (3) مستودع - قاعدة بيانات تم تحديثها باستمرار لنماذج المجانسة لمجموعة من البروتينات النموذجية للبروتينات ذات الأهمية الحيوية الطبية العالية.

## خط الأنابيب
يشمل خط الأنابيب على الخطوات الأربع الرئيسية التي ينطوي عليها بناء نموذج المجانسة لهيكل بروتيني معين:
1. تحديد القالب الهيكلي. يتم استخدام بلاست و HHblits لتحديد القوالب. يتم تخزين القوالب في مكتبة قالب (SWISS-MODEL(SMTL ، المشتقة من PDB.
2. محاذاة التسلسل الهدف وهيكل (هياكل) القالب.
3. بناء النموذج وتقليل الطاقة. تطبق SWISS-MODEL منهج التجميع في أجزاء التجميع الصلب.
4. تقييم جودة النموذج باستخدام QMEAN ، وهو احتمالية إحصائية للقوة المتوسطة.

## مساحة العمل
يدمج مساحة العمل البرامج وقواعد البيانات اللازمة لنمذجة بنية البروتين في مساحة العمل المستندة إلى الويب. اعتمادا على تعقيد مهمة النمذجة، يمكن تطبيق طرق مختلفة للاستخدام، حيث يكون لدى المستخدم مستويات مختلفة من التحكم في خطوات النمذجة الفردية: الوضع الآلي، وضع المحاذاة، ووضع المشروع. يتم استخدام الوضع الآلي بالكامل عند وجود تسلسل عالي بشكل كافٍ بين الهدف والقالب (> 50٪) لا يسمح بالتدخل البشري على الإطلاق. في هذه الحالة، يلزم فقط التسلسل أو رمز انضمام يونيبروت للبروتين كمدخل. يمكّن وضع المحاذاة المستخدم من إدخال محاذاة قالب الهدف الخاصة به والتي يبدأ منها إجراء النمذجة (أي أن يتم البحث عن خطوة النماذج ونادراً ما يتم إجراء تغييرات طفيفة فقط في المحاذاة المقدمة). يتم استخدام وضع المشروع في الحالات الأكثر صعوبة، عندما تكون هناك حاجة إلى تصحيحات يدوية لمحاذاة القوالب المستهدفة لتحسين جودة النموذج الناتج. في هذا الوضع، الإدخال هو ملف مشروع يمكن إنشاؤه بواسطة أداة التحليل البصري والتحليل الهيكلي
(DeepView (Swiss Pdb Viewer) ، للسماح للمستخدم بفحص محاذاة القالب الهدف في سياقه الهيكلي ومعالجته. في جميع الحالات الثلاث، يكون الناتج عبارة عن ملف pdb مع إحداثيات الذرة من النموذج أو ملف مشروع DeepView. يمكن تكرار الخطوات الأربع الرئيسية لنمذجة المجانسة بشكل متكرر حتى يتحقق نموذج مرض.
يمكن الوصول إلى مساحة عمل عبر خادم الويب إكسباسي ، أو يمكن استخدامها كجزء من برنامج (DeepView (Swiss Pdb-Viewer. في سبتمبر 2015 تم الاستشهاد بها 20000 مرة في الأدبيات العلمية، مما يجعلها واحدة من أكثر الأدوات المستخدمة على نطاق واسع لنمذجة بنية البروتين. الأداة مجانية للاستخدام الأكاديمي.

## المستودع
يوفر المستودع الوصول إلى مجموعة حديثة من نماذج البروتين ثلاثي الأبعاد المشروح لمجموعة من الكائنات النموذجية ذات الأهمية العامة العالية. تم دمج مستودع SWISS-MODEL مع العديد من الموارد الخارجية، مثل UniProt و إنتربرو و STRING و Nature PSI SBKB.
التطورات الجديدة في ميزة نظام الخبراء (1) النمذجة الآلية للتجميعات ذات القياسات المتجانسة. (2) نمذجة أيونات المعادن الأساسية وبروابط بيولوجية ذات صلة في تراكيب البروتين ؛ (3) تقديرات موثوقية نموذجية محلية (لكل بقايا) تستند إلى دالة النتيجة المحلية في QMEAN ؛ (4) تعيين ميزات UniProt إلى النماذج. (1) و (2) متوفرين عند استخدام الوضع الآلي لمساحة العمل ؛ يتم تقديم (3) دائمًا عند حساب نموذج تماثل باستخدام مساحة العمل، و (4) متوفر في مستودع التخزين.

## دقة وموثوقية الطريقة
في الماضي، تم التحقق من دقة واستقرار وموثوقية خط أنابيب الخادم من خلال مشروع معيار EVA-CM. في الوقت الحالي، يشارك خط أنابيب الخادم في مشروع CAMEO3D (Continual Automated Model EvaluatiOn) الذي يقيّم بشكل مستمر دقة وموثوقية خدمات التنبؤ بهيكل البروتين بطريقة آلية بالكامل.

## روابط خارجية
- الموقع الإلكتروني